# Marö

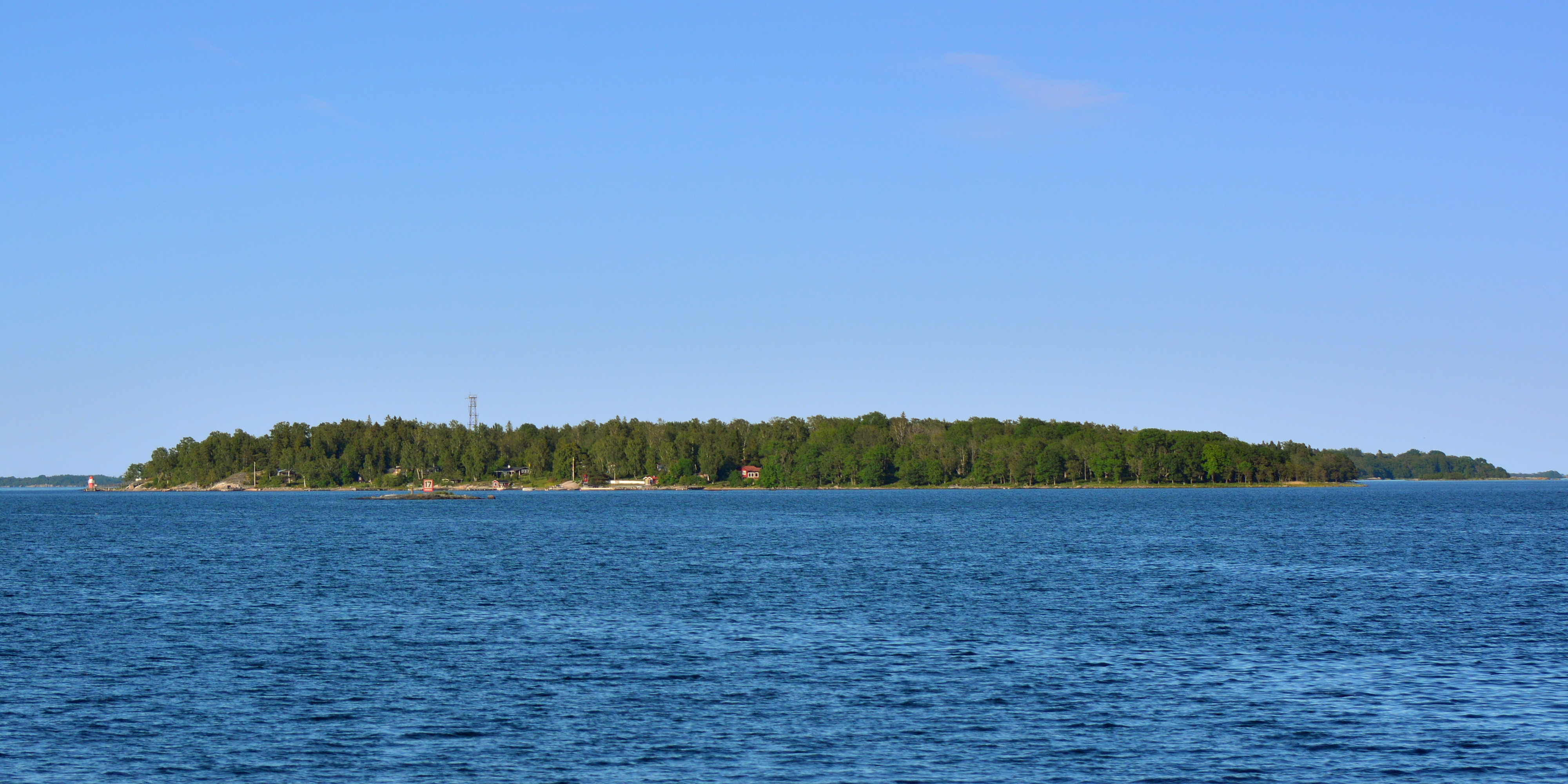
Marö från sydväst.

Marö är en ö, belägen utanför Kapellskär mellan Furusundsleden och Gräsköfjärden i Stockholms norra skärgård. Ön, som är knappt en kilometer lång, har en omväxlande natur.
Äldre källor anger att Marö under medeltiden kan ha varit en hemvist för munkar och att ön tidigare har kallats Munkskär. På ön finns ristning i en berghäll, med den blivande kungen Johan III:s vapen. Ristningen, som är från 1561, är den näst äldsta ristningen i Stockholms skärgård, efter en kompassros i Furusund.
Marö har varit bebodd sedan 1600-talet, men avfolkades successivt efter andra halvan på 1800-talet. Kompositören Hugo Alfvén var sommargäst på Marö år 1900 och då fanns bara två fastboende på ön. Efter att ha varit helt avfolkad sedan 1964 fanns det i början av 2000-talet åter en liten fast befolkning på Marö.
På Marö finns en fritidsbebyggelse, som sedan 1950-talet är organiserad i en samfällighetsförening med 42 medlemmar. Ön har reguljär båtförbindelse sommartid.
Marö med Stora och Lilla Fällen / Ristil Sundberg ISBN 91-86436-81-3
Strängnäs : Axplock, 2002
Svenska 103 s.